# Psohlavci
Psohlavci (títol original en txec, en català Els capdegos) és una obra dramaticomusical en tres actes composta el 1896 per Karel Kovařovic sobre un llibret en txec de Karel Šípek, basat en The Dogheads d'Alois Jirásek. Es va estrenar el 24 d'abril de 1898 al Teatre Nacional de Praga.